# راؤول ثيربانتس أندرادي
راؤول ثيربانتس أندرادي (بالإسبانية: Raúl Cervantes Andrade)‏ هو محامي وسياسي مكسيكي، ولد في 3 يونيو 1963 في المكسيك. حزبياً، نشط في الحزب الثوري المؤسساتي. وقد انتخب عضو مجلس الشيوخ من المكسيك.